# BTR–80
A BTR–80 (oroszul: БТР – Бронетранспортёр / Bronyetranszportyor, ’páncélozott szállító harcjármű’) a Szovjetunióban tervezett 8×8 kerékképletű páncélozott, személyszállító harcjármű. Gyári típusjelzése GAZ–5903. Gyártása 1986-ban kezdődött, a Szovjet Hadseregben a korábbi BTR–60 és BTR–70 harcjárműveket váltotta fel. Sorozatgyártását az Arzamaszi Gépgyár végzi.
Magyarországon a Magyar Honvédség mellett TEK is használ ilyen járműveket. A Magyar Honvédség kötelékében a Lynx gyalogsági harcjármű és egy még ismeretlen 8x8 kerekes harcjárműtípus váltja őket fokozatosan a 2020-as évek folyamán.

## Jellemzők

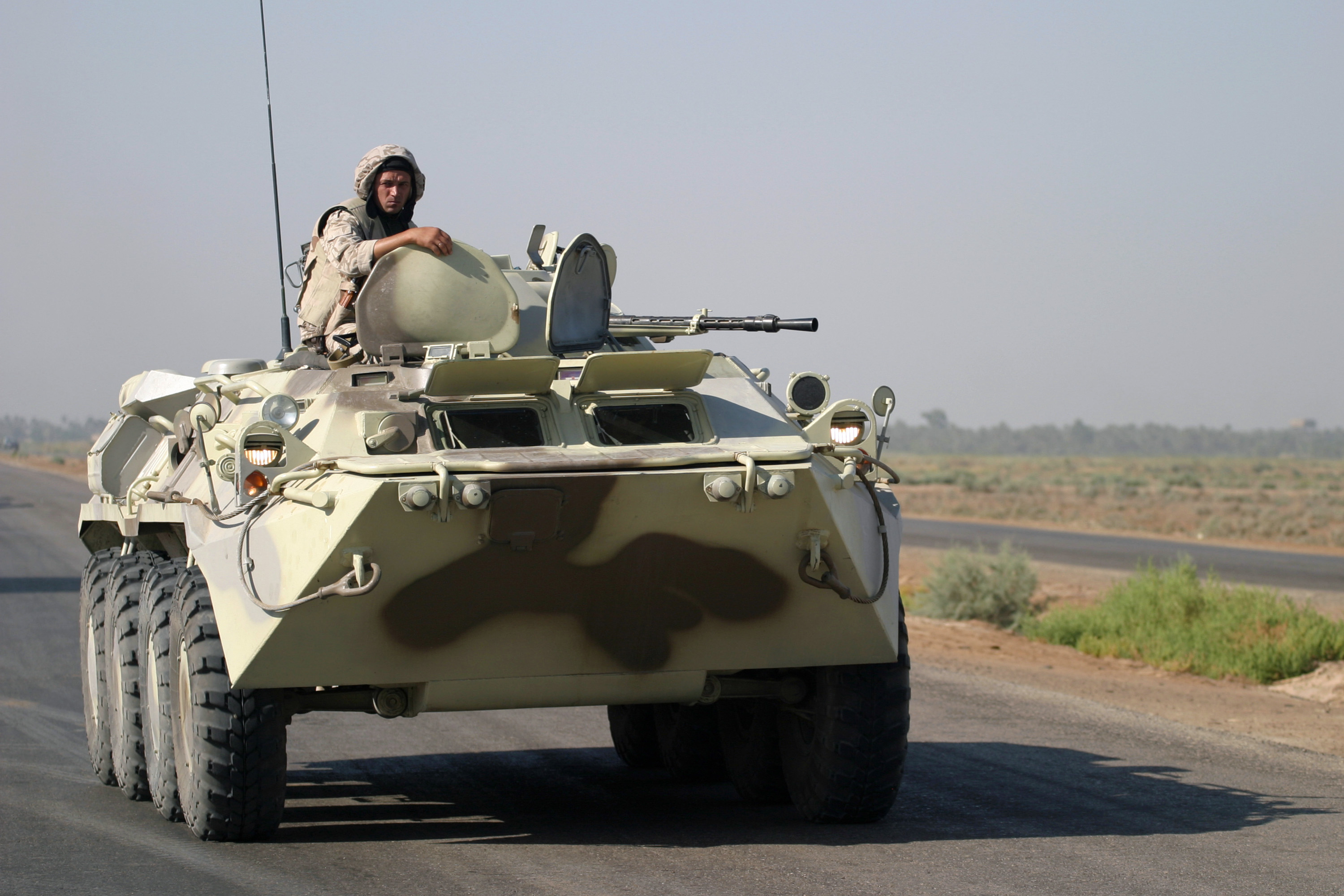
BTR-80

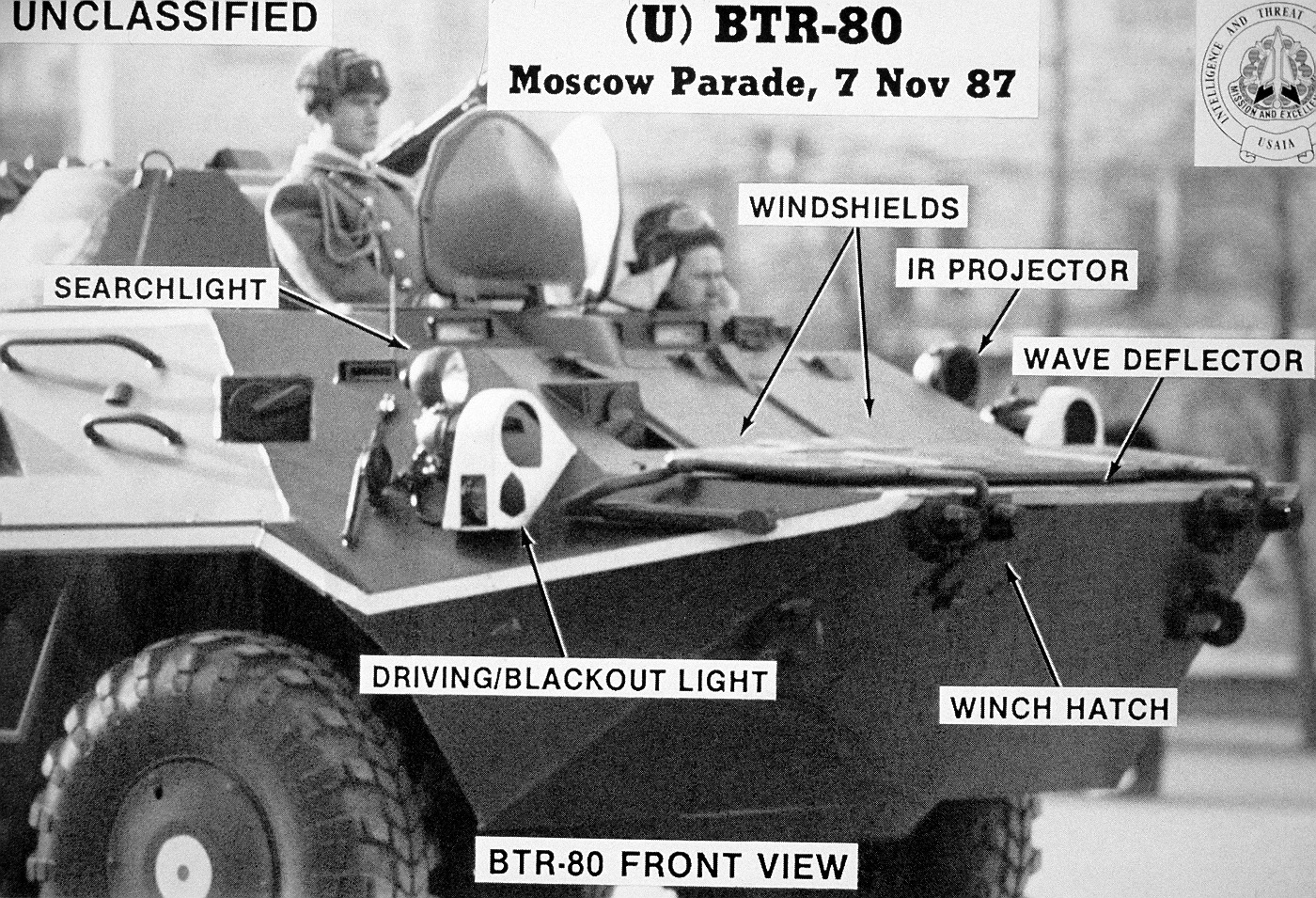
Egy BTR-80 felépítése

A BTR közúton 80-135 km/h sebességre képes. Terepjáró képessége kapcsolható összkerékhajtással fokozható. Az alapfelszereltség része a TNPO, TNP-B és TKN-3 optikai eszközök a járművezető és a parancsnok részére, valamint egy OU-3GA2M infravörös reflektor, 6 db 81 mm-es füstgránátvető, az R-173 vagy R-163-50U rádiókészülék, belső távbeszélő berendezés és vízsugár-hajtóművek.

## Fegyverzet
- BTR–80 alapváltozat esetén 1 db 14,5x114 mm-es kaliberű KPVT nehéz géppuska (Крупнокалиберный Пулемет Владимирова, КПВ, Krupnokalibernij Pulemjot Vlagyimirova), amely a KPV harckocsikban és harcjárművekben történő használatra módosított verziója (T = tankovij). Irányzott lőtávolsága 2000 méter. A KPVT nehéz géppuska tűzgyorsasága 600 lövés/perc.
- BTR–80A típusjelzéssel továbbfejlesztett harcjármű esetén 1 darab 30 mm-es kaliberű, 2A72 GRAU típuskódú, nagy tűzerejű gépágyú, amely az MH 2009 elején végzett lőpróbái szerint pct. lőszerrel még a nem korszerűsített T-72 közepes harckocsik alvázát is képes átlőni oldalirányból, akár 400 méter távolságból!
- Mindkét változaton 1 darab 7,62x54 mm-es kaliberű PKT géppuska. A PKM géppuska harckocsikban és harcjárművekben történő használatra módosított verziója élőerő ellen.

## Típushibák
- Az oldalsó lőrések ferdén előre néznek, így a deszanttérben tartózkodók nem képesek a közvetlen hátulról történő támadást egyéni tűzfegyvereikkel kivédeni (mivel a motortér teljesen elfoglalja a járműtest hátsó egyharmadát).

- A harcjármű nincs felszerelve korszerű passzív éjjellátó berendezéssel. (Ezt a magyar járművek egy kisebb csoportjánál francia technológiát tartalmazó, orosz eredetű éjjellátó lövegtorony-irányzék utólagos beépítésével korrigálta a HM Currus üzeme.) A magyar járművek egy részét felszerelték KM-1M típusú passzív éjjellátó berendezéssel, amely a jármű tetején helyezkedik el. A parancsnok és a járművezető is láthat jól éjjel.

- A BTR–80 hiányossága, hogy tornya nem stabilizált, így a menet közben tűzkiváltásra korlátozottan (csak alacsony sebességnél) alkalmas - ráadásul a torony forgatása sincs motorizálva, így a BTR–80A változatba beépített 30 mm-es gépágyú nem képes a helikopterek elleni küzdelemre, amelyre egyébként nagyerejű lőszere alkalmassá tenné.

- A BTR–80 lövegtornya az ergonómia legteljesebb figyelmen kívül hagyásával került megtervezésre: a toronylövész üléspozíciója igen szűk és az optikai irányzékok oldalra eltolva helyezkednek el, így folyamatos figyelésük hátizomgörcs miatt lehetetlen.

- A lövegtoronyban nincs saját, körkörös figyelő-periszkóp, így a toronylövész a parancsnok folyamatos utasításaira szorul a célpontok megtalálásához. Mivel a toronylövész a külvilágot az irányzékán át csak mint egy szűk csövön keresztül látja, téves célmegjelölés esetén könnyen bevetheti a nagy tűzerejű nehézgéppuskát ill. gépágyút saját erők vagy civilek ellen, aminek békefenntartó műveletben beláthatatlan következményei lennének!

- A BTR járművek 275 lóerős Kamaz teherautó-motorja gyenge, nem képes terepen megfelelő sebességre, ha működik a kb. 40 le teljesítmény-igényű légkondicionálás - ez az afgán és iraki missziós műveletekben problémát okozott. A teljesítmény-tartalék hiánya azt is megakadályozza, hogy a kézikerekes forgatású lövegtornyot elektromos vagy hidraulikus segédhajtással motorizálják a BTR–80 harcértékének növelése érdekében. (A hasonló kialakítású finn-lengyel PATRIA Rosomak kerekes harcjárműveknek 480 lóerős dízelmotorjuk van, valamivel kisebb össztömeg mellett).

- A BTR–80 falja a gumikat: az iraki misszió során minden abroncs 1000 km-enként cserére szorult, ezek importára darabonként több százezer forint. (Az orosz gyártású, nem szabványos méretezésű kerekek egyfeladatosak, terepen és földúton történő haladásra alkalmas felületűek, míg Irakban a homokba süllyedés és az aknák veszélye miatt csak az aszfaltutakon lehetett haladni, ami a futófelület nagyon gyors kopásához vezetett.)

- A BTR–80 páncélzata gyenge: még a gyalogsági géppuska-sorozattal szembeni védettsége sem garantált minden lőirányból. A BTR-80 a szovjet hadsereg gépkocsizó lövész egységeinek szabvány felszereléseként lett rendszeresítve, ez a nem rendőrségi feladatokra tervezett jármű. A korabeli követelményeknek megfelelő volt, a Magyar Honvédségben általa leváltott PSZH típus sem volt jobb ilyen szempontból.

- Az ukrán békefenntartóknál szolgáló, azonos típusú BTR–80 jármű személyzettel együtt megsemmisült egy RPG-7 vállról indítható páncéltörő rakétagránát találata miatt, a repeszek szinte szitává lyuggatták a felépítményt. (Az USA által szolgálatba állított új, kompozit páncélzatú MRAP járművek RPG-7 találattal szembeni sérthetetlenségét az Afganisztánban szolgáló magyar katonák a saját szemükkel látták.)

- BTR–80 esetén a figyelők megfelelően védett menet közbeni elhelyezése golyóálló üvegezés hiányában nincs biztosítva, ami az MH iraki békefenntartó alakulatánál személyi veszteséghez, Nagy Richárd szakaszvezető (posztumusz hadnagy) hősi halálához vezetett.

## Típusváltozatok
- BTR–80 – alapváltozat
- BTR–80/K – Parancsnoki jármű
- BTR–80/A – 30 mm-es gépágyúval felszerelt változat
- BTR–80/S – Kolumbiában gyártott változat
- BTR–80 SKJ - Sebesült Kihordó Jármű (Magyarországon modernizált változat)
- BTR–80 VSF - Vegyi sugár felderítő jármű (Magyarországon modernizált változat)
- BTR–80 MVJ - Mentő-vontató jármű (Magyarországon modernizált változat)
- BTR–80 MPAEJ - Műszaki páncélozott akadályelhárító jármű (Magyarországon modernizált változat)
- BTR–80 MPFJ - Műszaki páncélozott felderítő jármű (Magyarországon modernizált változat)
- 1V152 – Tüzérségi parancsnoki jármű
- 2SZ23 – 120 mm-es aknavető
- BREM–K – Műszaki mentő jármű
- RHM–4 – Vegyi- és sugárfelderítő jármű
- BMM – Páncélozott sebesültszállító jármű

## Rendszeresítő államok

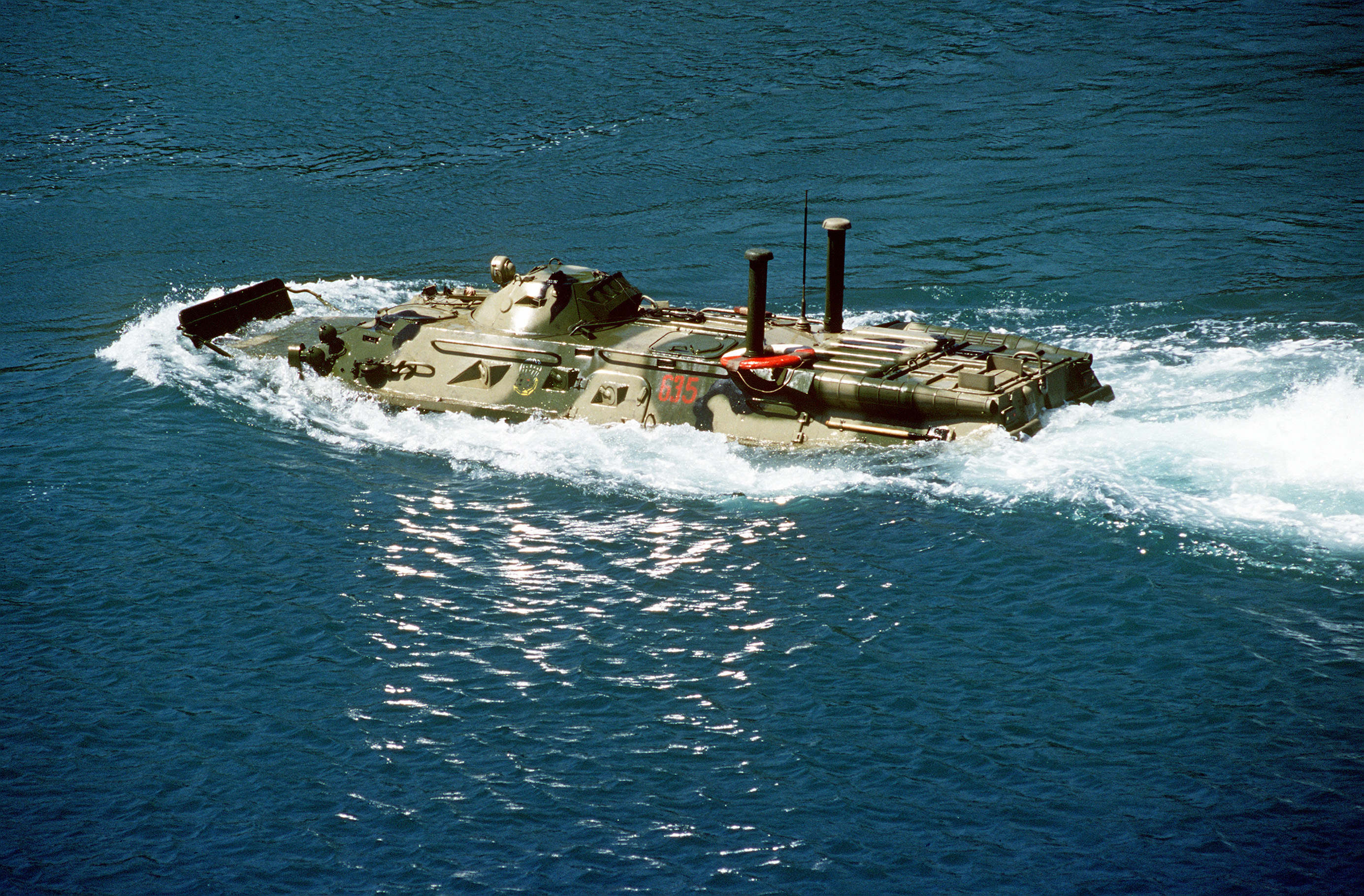
Úszó BTR-80

Közel 5000 BTR–80 van jelenleg szolgálatban a világon.
- Afganisztán
- Algéria
- Örményország
- Azerbajdzsán
- Banglades
- Fehéroroszország
- Észtország
- Grúzia
- Magyarország
  - Magyar Honvédség: körülbelül 500 darab
  - Készenléti Rendőrség[3]
- Indonézia
- Kazahsztán
- Kirgizisztán
- Észak-Macedónia
- Moldova
- Mongólia
- Észak-Korea
- Oroszország
- Dél-Korea
- Srí Lanka
- Tádzsikisztán
- Törökország
- Türkmenisztán
- Ukrajna
- Üzbegisztán
- Románia